# Star Wars: Return of the Jedi - Death Star Battle
Pour les articles homonymes, voir Star Wars: Return of the Jedi.
Star Wars: Return of the Jedi - Death Star Battle est un jeu vidéo sorti en 1983 pour les plates-formes Atari et en 1984 pour le ZX Spectrum. Il a été créé par la société Parker Brothers. Il est sorti sur Atari 2600, Atari 5200, Atari 8-bit et ZX Spectrum.
Star Wars: Return of the Jedi - Death Star Battle est un shoot them up basé sur le film Star Wars, épisode VI : Le Retour du Jedi, il s'agit du premier jeu vidéo basé sur ce film.

## Synopsis
Le joueur prend les commandes du Faucon Millenium et doit tenter de détruire l'Étoile de la mort.

## Système de jeu
Le jeu se découpe en deux parties. La première prend scène devant le bouclier de l'Étoile de la mort. Votre mission est de survivre aux chasseurs TIE et rentrer dans les trous qui se forment dans le bouclier de l'Étoile de la mort alors qu'il est inactif.
Dans la deuxième partie du jeu, on doit détruire petit à petit l'Étoile de la mort en évitant ses lasers et en touchant le point faible qui se trouve au milieu tout en évitant les chasseurs TIE et les navettes de l'Empire. Quand 'Étoile de la mort est détruite, le jeu redémarre à la première scène dans une plus grande difficulté.